# Elizabeth Bolden
Elizabeth Bolden, född Jones 15 augusti 1890 i Somerville, Tennessee, USA, död 11 december 2006, var vid sin död vid 116 år och 118 dagars ålder världens äldsta levande person sedan ecuadorianskan María Capovillas död 27 augusti 2006. Hon var dotter till två frigivna afro-amerikanska slavar. Bolden var den sista levande människan född före 1891.
Hon gifte sig 1908 med Louis Bolden och fick den 21 september 1909 sitt första barn sonen Ezell. Totalt fick hon sju barn, tre söner och fyra döttrar, varav endast döttrarna Esther (som avled 2007 90 år gammal) och Mamie (som avled 2009 86 år gammal) levde 2006. Hon hade även 40 barnbarn, 75 barnbarns barn, 150 barnbarns barnbarn, 220 barnbarns barnbarns barn och 75 barnbarns barnbarns barnbarn (totalt sju generationer som levde samtidigt).
Efter Boldens död blev den ett år yngre puertoricanen Emiliano Mercado del Toro världens äldsta levande person och kanadensiskan Julie Winnefred Bertrand, som var en månad yngre och avled 6 dagar tidigare än Mercado del Toro, världens äldsta levande kvinna.